# Плюсквамперфект (немецкий язык)
Плюсквамперфе́кт (нем. Plusquamperfekt) — сложное (предпрошедшее) прошедшее время, одно из шести времён немецкого языка. Наряду с Präteritum и Perfekt входит в ступень прошедших времён. Как сложное прошедшее время состоит из вспомогательных глаголов haben или sein в форме Präteritum и смыслового глагола в форме второго причастия (Partizip II). Выбор вспомогательного глагола определён лексическим значением смыслового глагола (см. Выбор вспомогательного глагола). Plusquamperfekt может находиться в формах активного (Aktiv) и пассивного залога (Passiv) двух наклонений — изъявительного (Indikativ) и сослагательного (Konjunktiv).

## Употребление Plusquamperfekt
Употребление данной временной формы в немецком языке значительно отличается от употребления Präteritum и Perfekt, которые обозначают обычное действие в прошлом безотносительно к завершённости или незавершённости этого действия. Plusquamperfekt выражает давно прошедшее действие, поэтому его обычное употребление — относительное, но также не обязательно завершённое. Чаще всего это время употребляется вместе с Präteritum, например:
- Als du schon ausgegangen warst, kam dein Bruder — Когда ты вышел, твой брат приходил
- Ich war so müde und hatte Hunger. Ich hatte seit dem vorigen Morgen nichts gegessen — Я был очень усталым и хотел есть. Со вчерашнего утра ничего не ел

Границы между употреблением различных временных форм существенно размыты. Например, в разговорной речи, где чаще всего встречается Perfekt, даже при описании давно прошедших событий Plusquamperfekt использовать не обязательно. В художественной литературе, где используется Präteritum, при описании событий, происходивших ранее относительно другого подобного события, рассматриваемая форма тоже может упускаться. Таким образом, роль Plusquamperfekt в немецком языке относительно невелика, но в отличие от формы Futur II, которая перестала быть актуальной и уже не используется, данная временная форма занимает однозначно сильную позицию в системе немецких времён.

## Образование Plusquamperfekt
В активном залоге изъявительного наклонения (Indikativ Aktiv) Plusquamperfekt образуется при помощи уже названных выше вспомогательных глаголов haben или sein в форме Präteritum (hatte и war в 3-м лице единственного числа) и смыслового глагола в Partizip II. Этим временная форма Plusquamperfekt напоминает конструкцию Perfekt с той лишь разницей, что последняя использует форму Präsens для вспомогательных глаголов. Ср.: Ich habe mich nicht gesetzt (Perfekt) — Ich hatte mich nicht gesetzt (Plusquamperfekt) — Я не садился.
В пассивном залоге изъявительного наклонения (Indikativ Passiv) используется обычный для данного залога глагол werden, приплетаемый к конструкции. В данном случае также можно провести аналогию с Perfekt, поскольку формула образования этой временной формы в пассивном залоге имеет тот же вид. Ср.: Das Buch ist schon vorgelesen worden (Perfekt) — Das Buch war schon vorgelesen worden (Plusquamperfekt) — Книга уже была прочитана.
При образовании Plusquamperfekt в активном залоге сослагательного наклонения вспомогательные глаголы принимают форму Präteritum Konjunktiv. Например: Er habe gewidmet, Du seist gegangen. В этом случае форма имеет значение нереального действия. Форма Präteritum Konjunktiv для глагола werden и второе причастие образуют пассивный залог сослагательного наклонения.